# Magii de la răsărit

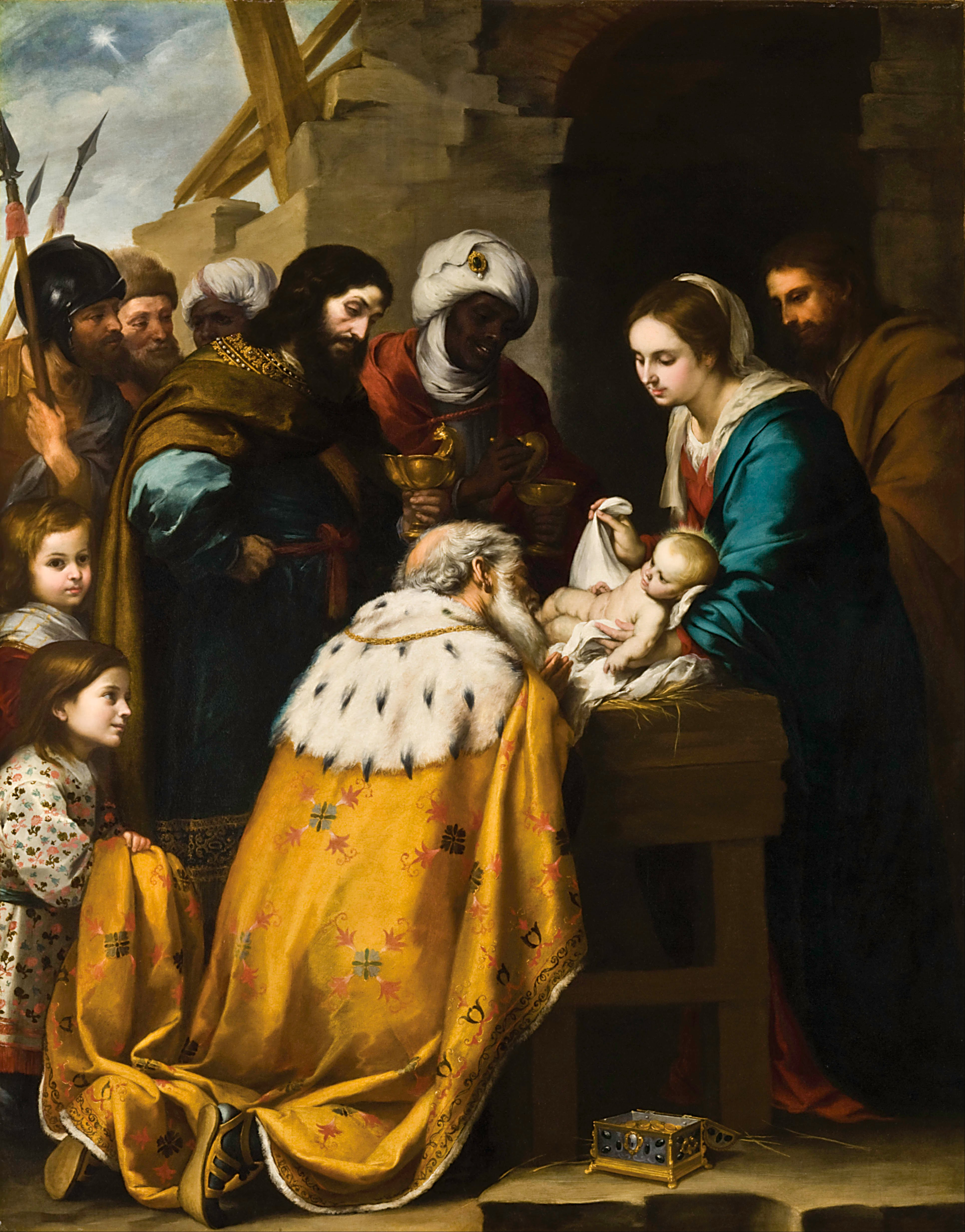
Adorația Magilor, de Bartolomé Estebán Murillo

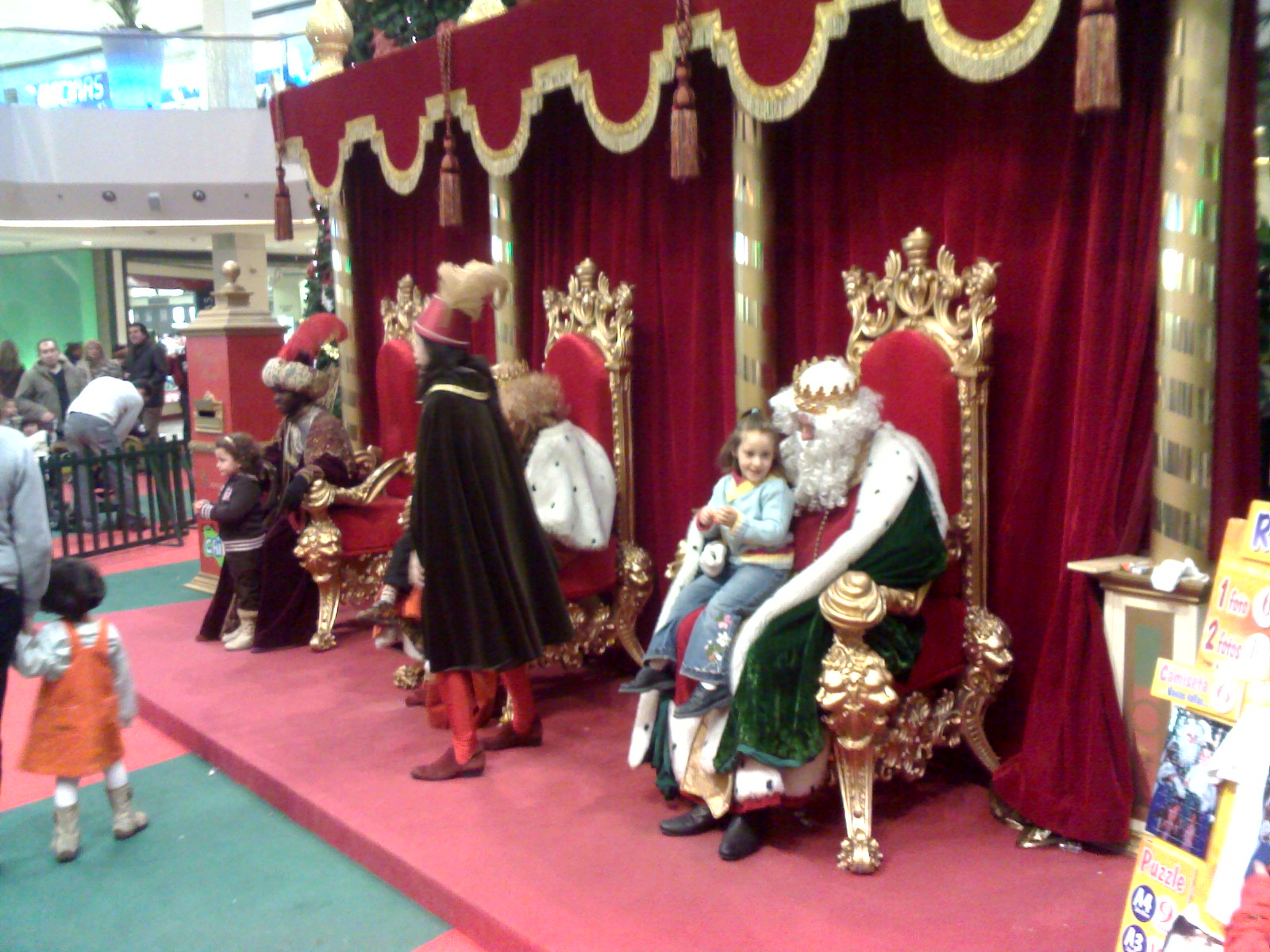
Personaje interpretând Craii de la Răsărit, împărțind cadouri copiilor

Magii de la Răsărit sunt un personaj colectiv din Evanghelia după Matei. Aceștia, alături de păstori, sunt descriși drept primii veniți la Nașterea Domnului - în Evanghelia după Luca primii veniți sunt păstorii de pe câmp, iar în Evanghelia după Matei primii veniți sunt acești străini, sosiți dinspre răsărit.
În tradiția românească sunt numiți Cei Trei Crai de la Răsărit., iar la catolici au și nume: Melchior, Baltazar și Gaspar.  Ar fi adus 
pruncului Isus trei daruri: aur, smirnă și tămâie. In cultura populară se afirmă că ar fi fost trei.
Conform bisericii romano-catolice, Melchior, Baltazar și Gaspar sunt considerați sfinți și sunt sărbătoriți pe data de 6 ianuarie. Numele crailor de la Răsărit a fost menționat într-o evanghelie a Bisericii Armenești, aici menționându-se și rangul lor: Melkon, Regele Persiei, Gaspar, Regele Indiei și Baltazar, Regele Arabiei. În unele țări cu o majoritate romano-catolică, precum țările Americii Latine și țările iberice, tradițional regii magi aduceau cadouri copiilor, Moș Crăciun fiind un personaj de import și de dată recentă.
Țara aflată la răsărit de unde vin acești magi sau împărați ar putea fi Babilon (conform Sfântului Maxim și Teodot de Ancira), Persia (potrivit Sfântului Clement din Alexandria și a Sfântului Chiril din Alexandria) sau Arabia (după Sfântul Iustin, Tertulian și Sfântul Epifanie).

## Posibile personaje istorice
Cuvântul magi denotă faptul că personajele respective ar fi fost de origine persană. Perșii erau de religie Zoroastriană, iar acești magi erau căutători in stele și mari preoți. 
Călătoria lor este descrisă ca fiind provocată de un fenomen cosmic ieșit din tipar, o anume stea care a apărut pe cer și care se mișca. Potrivit învățăturii credinței creștine steaua apărută în răsărit nu era una obișnuită ci este vorba de o minune din partea lui Dumnezeu, un înger care a apărut sub forma unei stele luminoase și  care mergea înaintea Magilor calauzindu-le drumul. 
Biblia nu dă multe detalii despre Magi, de aceea numărul lor de 3 magi este dedus ca urmare a numărului darurilor aduse: aur, smirnă și tămâie.

## Întâlnirea celor trei magi cu Iosif
Întâlnirea celor trei magi care veneau din țări îndepărtate una de alta și de locul întâlnirii, pare de neconceput avându-se în vedere că în vremea aceea ei nu puteau beneficia de mijloacele de comunicare și de deplasare existente azi. Evanghelia de la Matei explică această posibilitate prin credința lor. Aflaseră de la prooroci că se va naște Mântuitorul și nutreau dorința fierbinte de a fi martori la acest mare eveniment. Când Irod a vrut să afle de la magi unde s-a născut Isus, ei i-au răspuns: "În Betleemul Iudeii, că așa e scris de proorocul" (Evanghelia de la Matei, 2,5,p. 1098). 

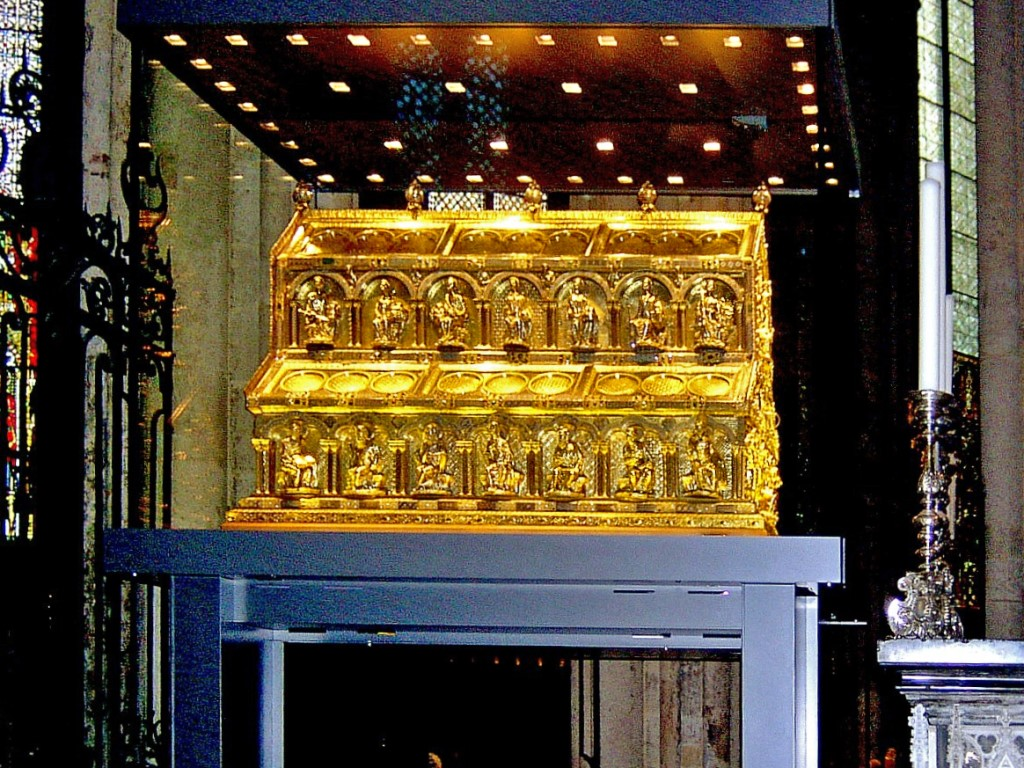
Chivotul cu presupusele oseminte ale celor trei crai de la răsărit in Domul din Köln.

Pe lângă credință, sau tocmai pentru aceasta, așa cum relateză Evanghelia, au fost conduși de steaua pe care o văzuseră la Răsărit, stea ce a mers înaintea lor până s-a oprit deasupra locului unde se născuse pruncul Isus. Bucuroși, ei i s-au închinat, aducându-i aur, smirnă și tămâie. Având un vis prin care sunt avertizați să nu mai treacă pe la Irod care voia să-l omoare pe Isus, s-au întors pe altă cale, îndreptându-se fiecare spre țara sa.
Lew Walace, în romanul său "Ben Hur", dă amploare acestor fapte, îmbrăcându-le într-o aureolă de legendă. Descrie drumul parcurs de cei trei magi, când ajung în deșertul Siriei, mergând fiecare cu cămila sa, până la punctul de întâlnire, undeva după hotarul vechiului Ammon, El Beka.
Relicvele celor trei magi sunt păstrate în Domul din Köln. Construcția acestei catedrale, pe locul uneia mai vechi, s-a realizat în acest scop.